# Nedre Löparsjön
Nedre Löparsjön är en sjö i Torsby kommun i Värmland och ingår i Glommas huvudavrinningsområde. Sjön är 3,2 meter djup, har en yta på 0,117 kvadratkilometer och befinner sig 461,9 meter över havet. Sjön avvattnas av vattendraget Tyskåa.

## Delavrinningsområde
Nedre Löparsjön ingår i det delavrinningsområde (672788-131678) som SMHI kallar för Mynnar i Vermunden. Medelhöjden är 453 meter över havet och ytan är 63,1 kvadratkilometer. Det finns inga avrinningsområden uppströms utan avrinningsområdet är högsta punkten. Tyskåa som avvattnar avrinningsområdet har biflödesordning 3, vilket innebär att vattnet flödar genom totalt 3 vattendrag innan det når havet efter 16 kilometer. Avrinningsområdet består mestadels av skog (98 procent). Avrinningsområdet har 0,3 kvadratkilometer vattenytor vilket ger det en sjöprocent på 0,5 procent.